# Nadežda Olizarenko
Nadežda Fëdorovna Olizarenko, nata Mušta (in russo Надежда Фёдоровна Олизаренко?; in ucraino Наді́я Фе́дорівна Му́шта-Оліза́ренко?, Nadija Fédorivna Mušta-Olizárenko; Brjansk, 28 novembre 1953 – Odessa, 18 febbraio 2017), è stata una mezzofondista sovietica, campionessa olimpica degli 800 metri piani ai Giochi olimpici di Mosca 1980.

## Biografia
Stabilì la seconda prestazione di sempre negli 800 m piani con 1'53"43, realizzata alle Olimpiadi di Mosca e che rimase record mondiale fino al 1983.
Morì a Odessa il 18 febbraio 2017 all'età di 63 anni a causa della SLA.

## Record mondiali
- Staffetta 4×800 metri: 7'50"17 (Mosca, 5 agosto 1984)

## Palmarès
| Anno | Manifestazione  | Sede              | Evento       | Risultato  | Prestazione | Note            |
| ---- | --------------- | ----------------- | ------------ | ---------- | ----------- | --------------- |
| 1978 | Europei         | Praga             | 800 m piani  | Argento    | 1'55"8      |                 |
| 1978 | Europei         | Praga             | 4×400 m      | Argento    | 3'22"53     |                 |
| 1979 | Universiadi     | Città del Messico | 800 m piani  | Oro        | 2'00"50     |                 |
| 1980 | Giochi olimpici | Mosca             | 800 m piani  | Oro        | 1'53"5      | Record mondiale |
| 1980 | Giochi olimpici | Mosca             | 1500 m piani | Bronzo     | 3'59"6      |                 |
| 1985 | Europei indoor  | Il Pireo          | 800 m piani  | Argento    | 2'00"90     |                 |
| 1986 | Europei         | Stoccarda         | 800 m piani  | Oro        | 1'57"15     |                 |
| 1987 | Mondiali        | Roma              | 800 m piani  | 7ª         | 2'00"28     |                 |
| 1988 | Giochi olimpici | Seul              | 800 m piani  | Semifinale | 2'05"27     |                 |

## Altre competizioni internazionali
1985
- Coppa Europa di atletica leggera ( Mosca)